# Dibamidae
Dibamidae é uma família de répteis escamados pertencentes à subordem Sauria.

## Géneros
- Anelytropsis
- Dibamus